# Maria Adelaide di Savoia-Genova
Maria Adelaide Vittoria Amelia di Savoia-Genova (Torino, 25 aprile 1904 – Roma, 2 agosto 1979) è stata una principessa italiana, membro della Casa Savoia, appartenente al ramo Savoia-Genova.

## Biografia

### Infanzia
Maria Adelaide di Savoia-Genova nacque a Torino nel 1904, quinta figlia di Tommaso di Savoia-Genova e di Isabella di Baviera.
Suo padre era nipote di Carlo Alberto di Savoia e di Giovanni di Sassonia. Sua madre era nipote di Ludovico I di Baviera e pronipote di Carlo IV di Spagna e di Francesco I delle Due Sicilie.
La coppia ebbe altri cinque figli: Ferdinando (1884-1963), Filiberto (1895-1990), Maria Bona (1896-1971), Adalberto (1898-1982) ed Eugenio (1906-1996). Il 17 ottobre 1926 la principessa Maria Adelaide presenziò all'inaugurazione dello Stadio Filadelfia di Torino: fu affidato a lei il compito di tagliare i nastri tricolore che cingevano le due porte del campo di gioco.

### Matrimonio
Il 15 luglio 1935 sposò, presso la tenuta pisana di San Rossore, don Leone Massimo, quinto principe di Arsoli.

### Morte
Maria Adelaide morì a Roma nel 1979.

## Discendenza
Dal matrimonio tra Maria Adelaide e don Leone Massimo nacquero:
- Isabella Massimo di Arsoli, nata nel 1936, Principessa di Carpegna per matrimonio.
- Filippo Massimo di Arsoli, sesto principe di Arsoli (1938-2008).
- Ferdinando Massimo di Arsoli, nato nel 1940.
- Carlo Massimo di Arsoli, nato nel 1942.
- Maria Eleonora Massimo di Arsoli, nata nel 1944.
- Francesco Massimo di Arsoli, nato nel 1946.

## Ascendenza
|                                    |                       |                                       | Genitori                             |  |  | Nonni |  |  | Bisnonni                |  |  | Trisnonni                          |  |
|                                    |                       |                                       |                                      |  |  |       |  |  | Carlo Alberto di Savoia |  |  | Carlo Emanuele di Savoia-Carignano |  |
|                                    |                       |                                       |                                      |  |  |       |  |  | Carlo Alberto di Savoia |  |  | Carlo Emanuele di Savoia-Carignano |  |
|                                    |                       | Maria Cristina di Sassonia            |                                      |  |  |       |  |  | Carlo Alberto di Savoia |  |  |                                    |  |
| Ferdinando di Savoia-Genova        |                       |                                       |                                      |  |  |       |  |  | Carlo Alberto di Savoia |  |  |                                    |  |
|                                    |                       | Maria Teresa d'Asburgo-Lorena         | Ferdinando III di Toscana            |  |  |       |  |  |                         |  |  |                                    |  |
|                                    |                       | Maria Teresa d'Asburgo-Lorena         | Ferdinando III di Toscana            |  |  |       |  |  |                         |  |  |                                    |  |
|                                    |                       | Maria Teresa d'Asburgo-Lorena         | Luisa Maria Amalia di Borbone-Napoli |  |  |       |  |  |                         |  |  |                                    |  |
| Tommaso di Savoia-Genova           |                       | Maria Teresa d'Asburgo-Lorena         |                                      |  |  |       |  |  |                         |  |  |                                    |  |
|                                    |                       | Giovanni di Sassonia                  | Massimiliano di Sassonia             |  |  |       |  |  |                         |  |  |                                    |  |
|                                    |                       | Giovanni di Sassonia                  | Massimiliano di Sassonia             |  |  |       |  |  |                         |  |  |                                    |  |
|                                    |                       | Giovanni di Sassonia                  | Carolina di Borbone-Parma            |  |  |       |  |  |                         |  |  |                                    |  |
| Elisabetta di Sassonia             |                       | Giovanni di Sassonia                  |                                      |  |  |       |  |  |                         |  |  |                                    |  |
|                                    |                       | Amalia Augusta di Baviera             | Massimiliano I Giuseppe di Baviera   |  |  |       |  |  |                         |  |  |                                    |  |
|                                    |                       | Amalia Augusta di Baviera             | Massimiliano I Giuseppe di Baviera   |  |  |       |  |  |                         |  |  |                                    |  |
|                                    |                       | Amalia Augusta di Baviera             | Carolina di Baden                    |  |  |       |  |  |                         |  |  |                                    |  |
| Maria Adelaide di Savoia-Genova    |                       | Amalia Augusta di Baviera             |                                      |  |  |       |  |  |                         |  |  |                                    |  |
|                                    | Ludovico I di Baviera | Massimiliano I Giuseppe di Baviera    |                                      |  |  |       |  |  |                         |  |  |                                    |  |
|                                    | Ludovico I di Baviera | Massimiliano I Giuseppe di Baviera    |                                      |  |  |       |  |  |                         |  |  |                                    |  |
|                                    | Ludovico I di Baviera | Augusta Guglielmina d'Assia-Darmstadt |                                      |  |  |       |  |  |                         |  |  |                                    |  |
| Adalberto di Baviera               | Ludovico I di Baviera |                                       |                                      |  |  |       |  |  |                         |  |  |                                    |  |
|                                    |                       | Teresa di Sassonia-Hildburghausen     | Federico di Sassonia-Altenburg       |  |  |       |  |  |                         |  |  |                                    |  |
|                                    |                       | Teresa di Sassonia-Hildburghausen     | Federico di Sassonia-Altenburg       |  |  |       |  |  |                         |  |  |                                    |  |
|                                    |                       | Teresa di Sassonia-Hildburghausen     | Carlotta di Meclemburgo-Strelitz     |  |  |       |  |  |                         |  |  |                                    |  |
| Isabella di Baviera                |                       | Teresa di Sassonia-Hildburghausen     |                                      |  |  |       |  |  |                         |  |  |                                    |  |
|                                    |                       | Francesco di Paola di Borbone-Spagna  | Carlo IV di Spagna                   |  |  |       |  |  |                         |  |  |                                    |  |
|                                    |                       | Francesco di Paola di Borbone-Spagna  | Carlo IV di Spagna                   |  |  |       |  |  |                         |  |  |                                    |  |
|                                    |                       | Francesco di Paola di Borbone-Spagna  | Maria Luisa di Borbone-Parma         |  |  |       |  |  |                         |  |  |                                    |  |
| Amalia Filippina di Borbone-Spagna |                       | Francesco di Paola di Borbone-Spagna  |                                      |  |  |       |  |  |                         |  |  |                                    |  |
|                                    |                       | Luisa Carlotta di Borbone-Due Sicilie | Francesco I delle Due Sicilie        |  |  |       |  |  |                         |  |  |                                    |  |
|                                    |                       | Luisa Carlotta di Borbone-Due Sicilie | Francesco I delle Due Sicilie        |  |  |       |  |  |                         |  |  |                                    |  |
|                                    |                       | Luisa Carlotta di Borbone-Due Sicilie | Maria Isabella di Borbone-Spagna     |  |  |       |  |  |                         |  |  |                                    |  |
|                                    |                       | Luisa Carlotta di Borbone-Due Sicilie |                                      |  |  |       |  |  |                         |  |  |                                    |  |